# Jacques Pereira
Pour les articles homonymes, voir Pereira.
Jacques Pereira, dit Jacques, né le 3 février 1955 à Vila Real de Santo António au Portugal et mort le 3 novembre 2020 dans la même ville, est un joueur de football portugais, qui jouait au poste d'attaquant.

## Biographie
Jacques arrive à la consécration de sa carrière lorsqu'il débarque dans le club portugais du Sporting de Braga en 1979–80. Ses performances attirent l'œil du géant portugais du FC Porto.
En 1981–82 lors de sa première à Porto, Jacques atteint le sommet du championnat en finissant meilleur buteur du championnat avec 27 buts. Ses faits lui valent d'honorer sa seule et unique sélection avec le Portugal.
Il quitte Porto en 1985 à cause de la concurrence, barré par le retour de l'ancienne star du club Fernando Gomes, et retourne à Braga pour deux saisons, puis évolue une année au Sporting da Covilhã.
Il prend sa retraite en 1992 à 37 ans, après quelques années passées dans le football amateur, notamment dans le club de sa ville natale et club formateur du Lusitano VRSA ainsi qu'à l'UD Castromarinense.

## Palmarès
- Championnat du Portugal : 1985
- Coupe du Portugal : 1984